# Petr Fiala
Petr Fiala (Brno, 1 de setembre de 1964) és un polític, politòleg i professor universitari txec. Des de novembre de 2021 és el primer ministre de la República Txeca. També és líder del Partit Democràtic Cívic des de 2014 i membre de la Cambra de Diputats des de 2013. Entre 2012 i 2013 va ser ministre d'Educació, Joventut i Esports en el gabinet del primer ministre Petr Nečas.
El 28 de novembre de 2021, Fiala va prestar jurament com a Primer Ministre davant del president Miloš Zeman, succeint a Andrej Babiš, després d'haver obtingut la victòria en les eleccions legislatives de 2021.